# Dale Begg-Smith
Dale Begg-Smith (Vancouver, 18 gennaio 1985) è un ex sciatore freestyle canadese naturalizzato australiano, campione olimpico nella gara di gobbe ai XX Giochi olimpici invernali di Torino 2006.

## Biografia
Originario di Vancouver, esordì nel Circo bianco il 30 gennaio 1997 disputando una gara di gobbe valida per la Nor-Am Cup giungendo 24º.
Dopo esserci trasferito in Australia, assunse la nazionalità australiana e a partire dal 2001 gareggiò sotto questa bandiera. Il 12 gennaio dello stesso anno debuttò in Coppa del Mondo a Mont-Tremblant, piazzandosi 35º nelle gobbe. I primi risultati di rilievo Dale Begg-Smith li ottenne nel 2005: conquistò il primo podio in Coppa del Mondo il 29 gennaio a Deer Valley (2º) e la prima vittoria il 18 dicembre a Oberstdorf, entrambi ottenuti nelle gobbe. Inoltre vinse la medaglia di bronzo ai Mondiali di Ruka 2005, sempre nella medesima specialità.
Partecipò ai XX Giochi olimpici invernali di Torino 2006, aggiudicandosi l'oro nelle gobbe. L'anno seguente si laureò campione iridato a Madonna di Campiglio nelle gobbe, dove conquistò anche un argento nelle gobbe in parallelo e vinse la Coppa del Mondo generale.
Venne selezionato anche per i XXI Giochi olimpici invernali di Vancouver 2010, durante i quali riuscì a incrementare il palmarès vincendo l'argento nelle gobbe.
Prese parte alle Olimpiadi di Soči 2014, dove fu 25º nelle gobbe, poi subito dopo annunciò il ritiro dalle competizioni.
Il frestyler vanta inoltre 18 successi in Coppa del Mondo e 29 podi e cinque coppe di specialità: quattro nelle gobbe ed una nelle gobbe in parallelo.

## Palmarès

### Olimpiadi
- 2 medaglie:
  - 1 oro (nelle gobbe a Torino 2006)
  - 1 argento (nelle gobbe a Vancouver 2010)

### Mondiali
- 3 medaglie:
  - 1 oro (nelle gobbe a Madonna di Campiglio 2007)
  - 1 argento (nelle gobbe in parallelo a Madonna di Campiglio 2007)
  - 1 bronzo (nelle gobbe a Ruka 2005)

### Coppa del Mondo
- Vincitore della Coppa del Mondo nel 2007.
- Vincitore della Coppa del Mondo di gobbe nel 2006, 2007, 2008 e nel 2010.
- Vincitore della Coppa del Mondo di gobbe in parallelo nel 2007
- 29 podi:
  - 18 vittorie
  - 8 secondi posti
  - 3 terzi posti

#### Coppa del Mondo - vittorie
| Data             | Luogo                | Paese         | Disciplina |
| ---------------- | -------------------- | ------------- | ---------- |
| 18 dicembre 2005 | Oberstdorf           | Germania      | MO         |
| 20 gennaio 2006  | Lake Placid          | Stati Uniti   | MO         |
| 22 gennaio 2006  | Lake Placid          | Stati Uniti   | MO         |
| 28 gennaio 2006  | Madonna di Campiglio | Italia        | MO         |
| 1º marzo 2006    | Jisan                | Corea del Sud | MO         |
| 18 marzo 2006    | Apex                 | Canada        | MO         |
| 6 gennaio 2007   | Mont Gabriel         | Canada        | MO         |
| 6 febbraio 2007  | La Plagne            | Francia       | DM         |
| 18 febbraio 2007 | Inawashiro           | Giappone      | DM         |
| 24 febbraio 2007 | Apex                 | Canada        | MO         |
| 2 marzo 2007     | Voss                 | Norvegia      | MO         |
| 3 marzo 2007     | Voss                 | Norvegia      | MO         |
| 20 gennaio 2008  | Lake Placid          | Stati Uniti   | MO         |
| 15 febbraio 2008 | Inawashiro           | Giappone      | MO         |
| 7 marzo 2008     | Åre                  | Svezia        | MO         |
| 8 gennaio 2010   | Calgary              | Canada        | MO         |
| 9 gennaio 2010   | Calgary              | Canada        | MO         |
| 14 gennaio 2010  | Deer Valley          | Stati Uniti   | MO         |

Legenda:

MO = gobbe

DM = gobbe in parallelo